# Ludwig Suthaus
Ludwig Suthaus, né à Cologne le 12 décembre 1906 et mort à Berlin-Ouest le 9 septembre 1971 , est un ténor wagnérien allemand.
Suthaus était le chanteur favori de Wilhelm Furtwängler au cours des dernières années de sa vie. Suthaus enregistra avec lui Tristan et Isolde (en 1952), L'Anneau du Nibelung — rôle de Siegfried — (en 1953) et La Walkyrie — rôle de Siegmund — (en 1954 - le dernier enregistrement du chef).
Ludwig Suthaus possédait une voix particulièrement claire, vigoureuse et tranchante, mais qui, dans les moments d'effort suprême, pouvait basculer dans un certain cantonnement. Ce relatif défaut était compensé par une accentuation impeccable et un sérieux de tous les instants.